# Pete Docter
Peter Hans „Pete” Docter (ur. 9 października 1968 w Bloomington) – amerykański reżyser filmowy, animator i scenarzysta. Z dziewięciu nominacji, zdobył trzy nagrody Oscara – za filmy Odlot, W głowie się nie mieści i Co w duszy gra. Jeden z głównych przedstawicieli studia Pixar. Zaprojektował logo wytwórni używane od 1995 roku.

## Filmografia
- 1995: Toy Story
- 1997: Gra Geriego
- 1998: Dawno temu w trawie
- 1999: Toy Story 2
- 2001: Potwory i spółka
- 2002: Nowy samochód Mike’a
- 2004: Ruchomy zamek Hauru
- 2004: Iniemamocni
- 2008: WALL·E
- 2009: Odlot
- 2010: Toy Story 3
- 2011: Muppety
- 2012: Merida Waleczna
- 2013: Uniwersytet potworny
- 2013: Niebieski parasol
- 2014: Toy Story: Prehistoria
- 2015: W głowie się nie mieści
- 2019: Kraina lodu II
- 2019: Toy Story 4
- 2020: Co w duszy gra